# Przylądek Evansa

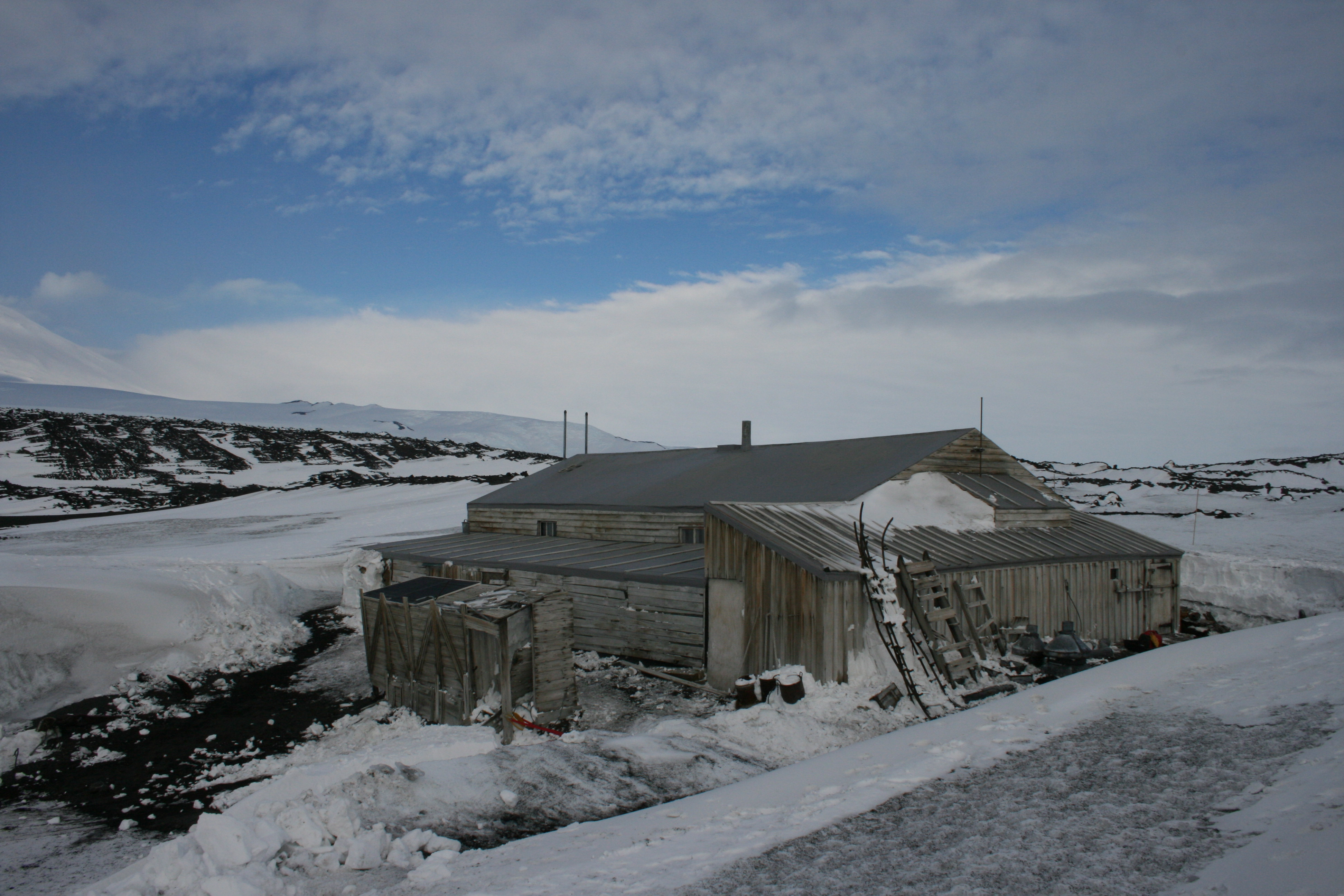
Baza Scotta na przylądku

Przylądek Evansa (ang. Cape Evans) – skalisty przylądek położony w zachodniej części Wyspy Rossa (Antarktyda). 
Został odkryty w czasie ekspedycji Discovery (1901–1904), wyprawy dowodzonej przez Roberta Scotta i nazwany przez niego Skuary. W czasie drugiej ekspedycji Scott (Ekspedycja Terra Nova, 1910–1913) w tym miejscu ulokował bazę wyprawy. Zmienił wówczas nazwę przylądka, honorując brytyjskiego wojskowego (późniejszego admirała) i polarnika, Edwarda Evansa, który był podwładnym Scotta w czasie wyprawy. Na Cape Evans nadal znajdują się pozostałości bazy Scotta, nazywanej Scott's Hut. Obóz Scotta został opuszczony i poprzez niską temperaturę w środku wszystkie sprzęty oryginalnie i w większości są nienaruszone, które zimno dobrze to zakonserwowało. 